# Gyrodactylus bodegensis
Gyrodactylus bodegensis är en plattmaskart. Gyrodactylus bodegensis ingår i släktet Gyrodactylus och familjen Gyrodactylidae. Inga underarter finns listade i Catalogue of Life.